# Tony Pastor

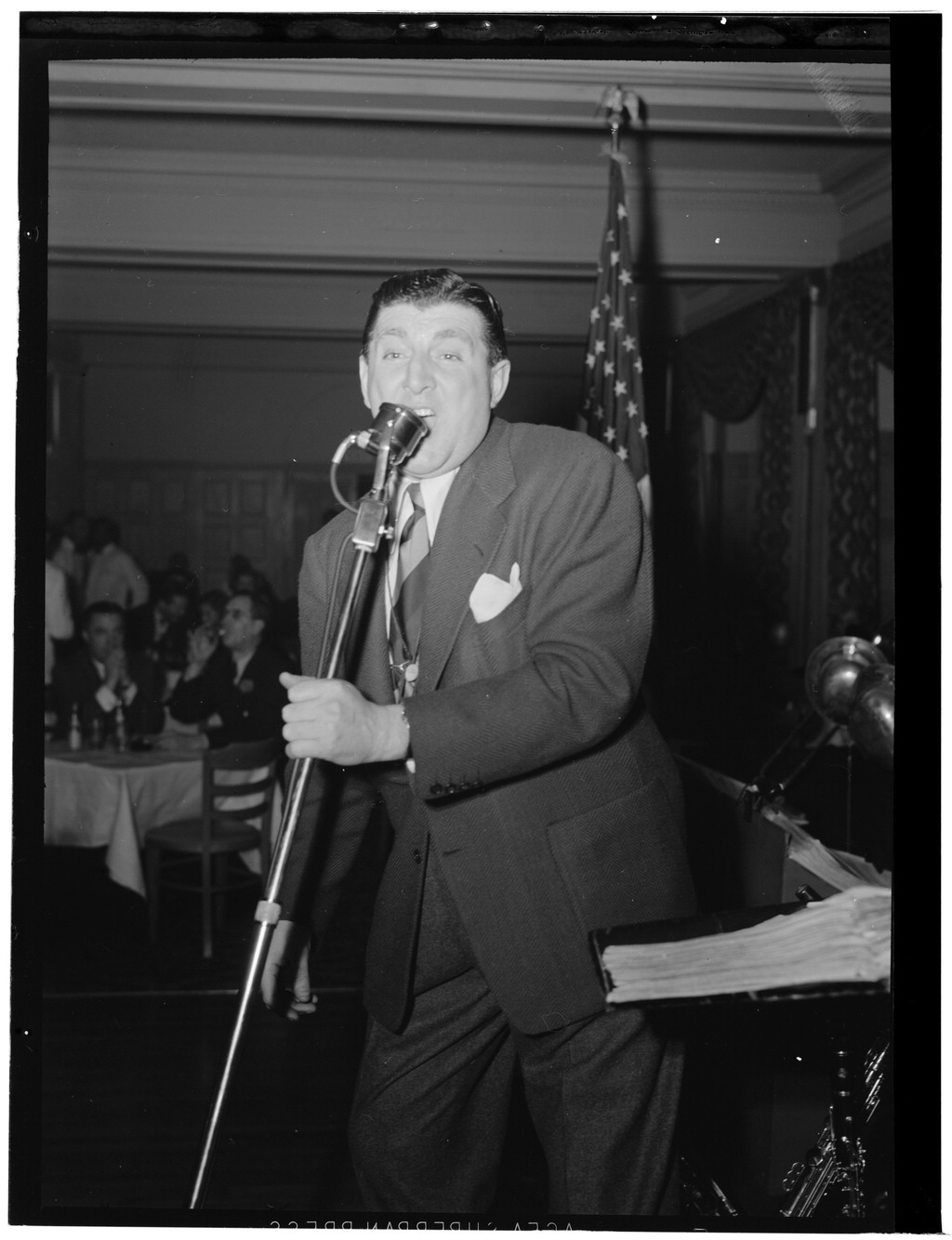
Tony Pastor in Hotel Edison, New York, circa 1947 (foto:William Gottlieb).

Tony Pastor, artiestennaam van Antonio Pestritto, (Middletown (Connecticut), 26 oktober 1907 - Old Lyme (Connecticut), 31 oktober 1969) was een Amerikaanse tenorsaxofonist, novelty-zanger en bigbandleider uit het swingtijdperk. In zijn orkest zongen onder meer de Clooney Sisters.
Pastor speelde sax bij de Wesleyan Serenaders, John Cavallaro (1927), Irving Aaronson (1928-1930) en Austin Wylie. In 1931 begon hij zijn eigen orkest, een avontuur dat drie jaar duurde. Daarna speelde hij kort met Smith Ballew, Joe Venuti en Vincent Lopez. In 1936 ging hij werken bij Artie Shaw. Hij speelde hier sax en zong en was een van Shaw's sterren. In 1939 stopte Shaw ermee en vroeg Pastor het orkest over te nemen. Pastor begon echter een eigen band die veel succes had, met novelty-nummers en swing. Hij zong en speelde sax, de arrangementen waren modern. Vocalisten die bij zijn groep zongen waren onder meer Rosemary en Betty Clooney, Johnny McAfee, Dorsey Anderson, Eugenie Baird en Dolores Martel. Met het orkest speelde hij tot eind jaren vijftig. Daarna richtte hij een kleine groep op, waarin zijn zonen speelden. Het combo was voornamelijk actief in Las Vegas. Eind jaren zestig werd Pastor ziek en stopte hij ermee.

## Discografie
- Dance Parade,
- Your Dance Date With Tony Pastor, Columbia, 1950 (met 'Dance Parade' in 2002 op cd heruitgebracht op Collectables)
- Radio Days (radio-opnames, met Les Paul & Mary Ford), Canby
- T-You're Adorable (compilatie, opnames 1940-1949), Jasmine
- Mr. Pastor Goes To Town (compilatie, opnames 1937-1950), Living Era
- The Rare Tony Pastor and His Orchestra (opnames Columbia, opnames 1947-1950, met onder meer Pearl Bailey), Collectables
- Tony Pastor Plays and Sings Shaw, Collectables, jaren vijftig
- The Complete Tony Pastor With the Clooney Sisters, Collectors' Choice Music
- Tony Pastor: 1941-1945 (compilatie), Circle
- Tony Pastor: 1944-1946 (compilatie), Circle
- Tony Pastor: 1945-1950 (compilatie), Circle
- Tony Pastor: 1946-1950 (compilatie), Circle

- Biblioteca Nacional de España: XX1586794
- Bibliothèque nationale de France: cb13898286v (data)
- Gemeinsame Normdatei: 135115728
- International Standard Name Identifier: 0000 0000 8099 1721
- Library of Congress Control Number: n82128117
- MusicBrainz: 9e72a776-8871-416c-8779-96b0ffbe0f99
- Nationale Bibliotheek van Tsjechië: xx0146750
- Nationale Bibliotheek van Israël: 987007336586005171
- Nederlandse Thesaurus van Auteursnamen: 102065993
- SNAC: w6tt56qb
- Système universitaire de documentation: 156506386
- Virtual International Authority File: 19866506
- WorldCat: E39PBJxGXgJGDkgDfCkj67qWjC